# Edifici al carrer Major, 1 (Fontscaldes)
L'Edifici al carrer Major, 1 (Fontscaldes) és una obra modernista de Valls (Alt Camp) inclosa a l'Inventari del Patrimoni Arquitectònic de Catalunya.

## Descripció
Edifici aïllat entre mitgeres. És remarcable el seu tractament en la façana, l'aliniament es retira, donant lloc a una zona ajardinada amb tanca d'accés a l'habitatge Hi ha un porxo semicircular de gust modernista sostingut per sis columnes que formen cinc arcs de mig punt. Damunt hi ha un balcó al qual s'accedeix des del terrat. Són interessants les rajoles decoratives, d'estàtica clarament decó. El conjunt està arrebossat i pintat de blanc i blau.